# 卡爾·阿爾布雷希特二世
卡爾·阿爾布雷希特二世（德語：Karl Albrecht II.，1742年2月21日—1796年6月14日），第三代霍恩洛厄-瓦爾登堡-希靈斯菲斯特親王，1793年至1796年在位。

## 家庭
1773年，卡爾·阿爾布雷希特二世與匈牙利貴族茱蒂絲·雷維斯基結婚，兩人共有3子3女：
1. 瑪麗亞·約瑟法（1774年—1824年）
2. 卡爾·阿爾布雷希特三世（1776年—1843年）
3. 瑪麗亞·特蕾莎（1779年—1819年）
4. 法蘭茲·約瑟夫（1787年—1841年）
5. 加布麗艾爾（1791年—1863年）
6. 亞歷山大（英语：Prince Alexander of Hohenlohe-Waldenburg-Schillingsfürst）（1794年—1849年）